# خطوط آلاسكا الجوية
خطوط آلاسكا الجوية (الرمز في بورصة نيويورك: ALK) هي شركة طيران أمريكية كبرى يقع مقرها الرئيسي في سياتل ضواحي سيتاك، واشنطن الولايات المتحدة. هي سابع أكبر شركة طيران في أمريكا الشمالية. تدير ألاسكا، مع شركاتها التابعة هورايزون للطيران وخطوط سكاي ويست، شبكة مسارات تركز بشكل أساسي على ربط مدن الساحل الغربي للولايات المتحدة بأكثر من مائة وجهة في الولايات الأخرى وبليز وكندا وكوستاريكا والمكسيك.
تعمل شركة الطيران من خمسة محاور، مع مركزها الرئيسي في مطار سياتل تاكوما الدولي. خطوط ألاسكا الجوية هي عضو في تحالف عالم واحد، ثالث أكبر تحالف طيران في العالم. اعتبارًا من عام 2020، توظف شركة الطيران أكثر من 16000 شخص وقد صنفت بأنها تتمتع بأعلى مستوى من رضا العملاء من شركات الطيران التقليدية لمدة اثني عشر عامًا متتالية.

## الوجهات
تقدم ألاسكا خدماتها إلى أكثر من 115 وجهة في الولايات المتحدة وبليز وكندا وكوستاريكا والمكسيك. بدأت شركة الطيران عملياتها المجدولة إلى الشرق الأقصى الروسي في عام 1991 بعد تفكك الاتحاد السوفيتي، لكنها علقت الخدمة في عام 1998 بعد الأزمة المالية الروسية 1998.
كانت ألاسكا واحدة من أكبر شركات الطيران على الساحل الغربي للولايات المتحدة مع وجود قوي في أنكوريج وسياتل وبورتلاند وسان دييغو وتخدم أربعة مطارات في منطقة الخليج وأربعة مطارات في منطقة لوس أنجلوس.

### اتفاقية الرمز المشترك
خطوط آلاسكا الجوية عضو في تحالف عالم واحد ولديها اتفاقية الرمز المشترك مع الشركات التالية:
- أير لينغس
- Air Tahiti Nui
- الخطوط الجوية الأمريكية
- الخطوط الجوية البريطانية
- كاثي باسيفيك
- كوندور للطيران
- إل عال
- خطوط فيجي الجوية
- فين إير
- خطوط هاينان الجوية
- أيبيريا (شركة طيران)
- طيران آيسلندا
- الخطوط الجوية اليابانية
- كوريا للطيران
- خطوط لان الجوية
- الخطوط الجوية الماليزية
- كانتاس
- الخطوط الجوية القطرية
- Ravn Alaska
- الخطوط الملكية المغربية
- الملكية الأردنية
- خطوط إس سفن[ا]
- الخطوط الجوية السنغافورية
- الخطوط الجوية السريلانكية

## الأسطول الحالي

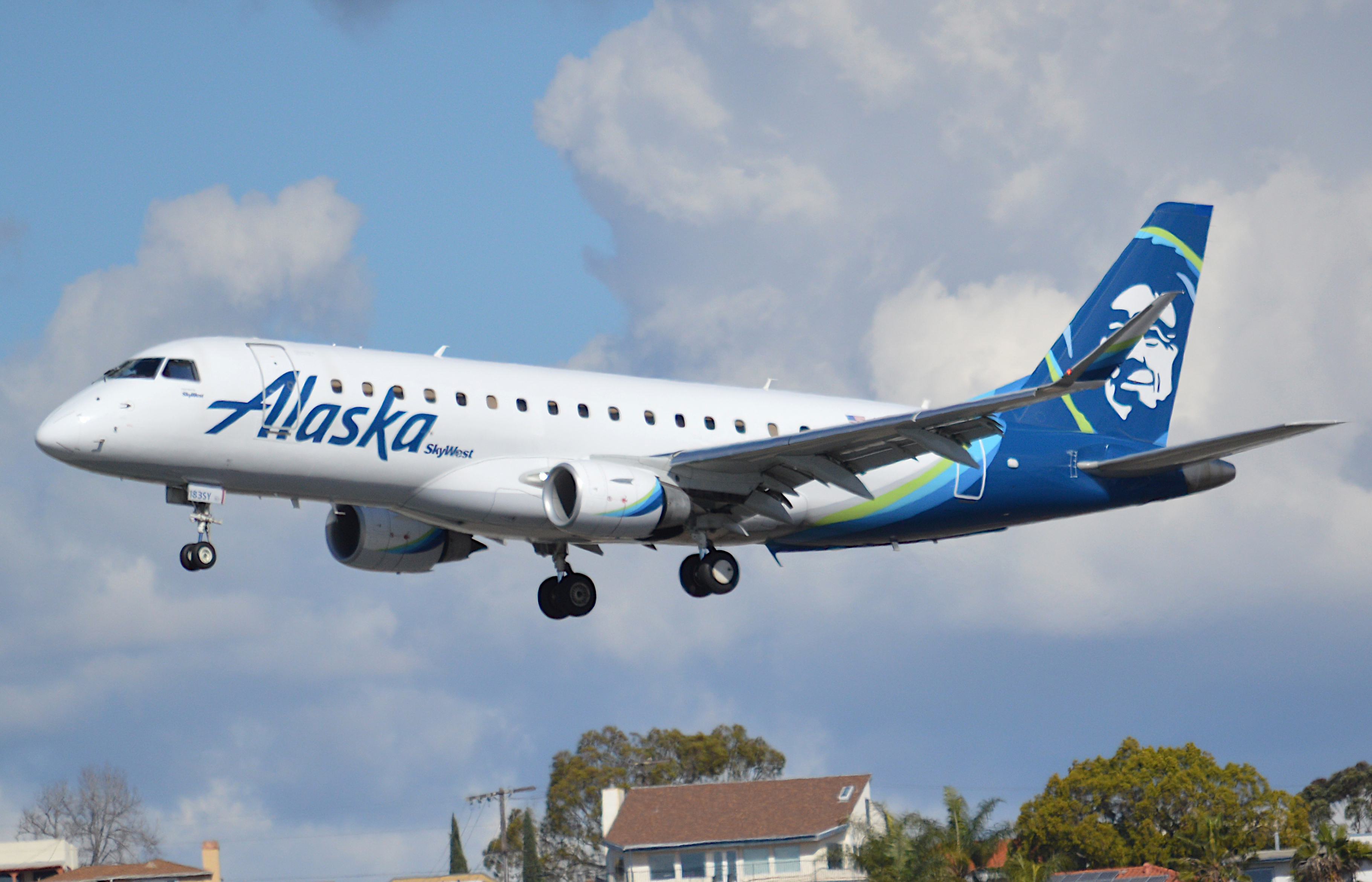
إمبراير 175 تديرها خطوط سكاي ويست.

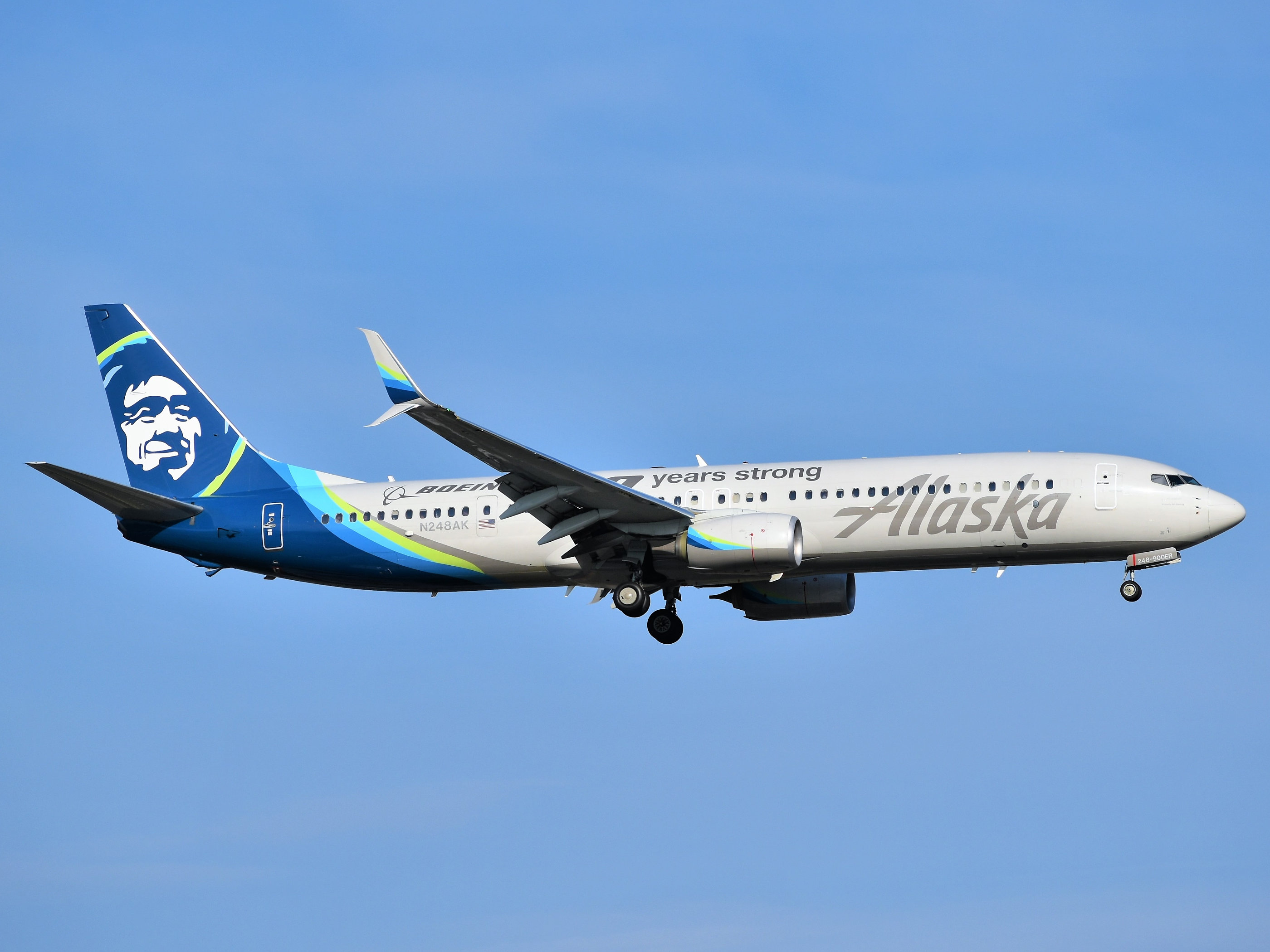
طائرة بوينغ 737-900 إي أر تابعة لخطوط ألاسكا في ذكرى مرور 100 عام على بوينغ، عند الاقتراب النهائي من مطار نيوآرك ليبرتي الدولي.

اعتبارًا من فبراير 2023, Alaska Airlines operates the following aircraft:
| الطائرة                                | في الخدمة | مطلوبة | الركاب       | الركاب            | الركاب     | الركاب  | ملاحظات                                          |
| الطائرة                                | في الخدمة | مطلوبة | رجال الأعمال | السياحية المتميزة | السياحية   | المجموع | ملاحظات                                          |
| -------------------------------------- | --------- | ------ | ------------ | ----------------- | ---------- | ------- | ------------------------------------------------ |
| عائلة إيرباص إيه 320 نيو               | 10        | —      | 16           | 24                | 150        | 190     | ستسحب بنهاية عام 2023.                           |
| بوينغ 737 الجيل القادم                 | 11        | —      | 12           | 18                | 94         | 124     |                                                  |
| بوينغ 737 الجيل القادم                 | 59        | —      | 12           | 30                | 117        | 159     |                                                  |
| بوينغ 737 الجيل القادم                 | 12        | —      | 16           | 24                | 138        | 178     |                                                  |
| بوينغ 737 الجيل القادم                 | 79        | —      | 16           | 24                | 138        | 178     |                                                  |
| بوينغ 737 ماكس                         | —         | 15     | يعلن لاحقًا   | يعلن لاحقًا        | يعلن لاحقًا | 162     | تبدأ عمليات التسليم في النصف الثاني من عام 2023. |
| بوينغ 737 ماكس                         | 40        | 40     | 16           | 24                | 138        | 178     |                                                  |
| بوينغ 737 ماكس                         | —         | 102    | يعلن لاحقًا   | يعلن لاحقًا        | يعلن لاحقًا | 189     | تبدأ عمليات التسليم في أوائل عام 2024.           |
| أسطول الشحن                            |           |        |              |                   |            |         |                                                  |
| بوينغ 737                              | 3         | —      | الشحن        | الشحن             | الشحن      | الشحن   |                                                  |
| بوينغ 737 الجيل القادم                 | —         | 2      | الشحن        | الشحن             | الشحن      | الشحن   | تبدأ عمليات التسليم في عام 2023.                 |
| أسطول هورايزون للطيران وخطوط سكاي ويست |           |        |              |                   |            |         |                                                  |
| إمبراير اي-جت                          | 33        | 17     | 12           | 12                | 52         | 76      | تديرها هورايزون للطيران.                         |
| إمبراير اي-جت                          | 42        | —      | 12           | 12                | 52         | 76      | تديرها خطوط سكاي ويست.                           |
| المجموع                                | 289       | 176    |              |                   |            |         |                                                  |